# Ippensen-Süd
Ippensen-Süd ist ein Weiler und ein Ortsteil der Ortschaft Ippensen in der Gemeinde Vierden im niedersächsischen Landkreis Rotenburg (Wümme). Er liegt an der Kreisstraße 139, die im Süden über Sittensen nach Lengenbostel bei Zeven führt.
Der Ort wurde 1929 gegründet, als die ersten zwei Häuser an der neuen Straße Richtung Sittensen gebaut wurden. Er besteht aus etwa einem Dutzend Häusern.